# Iablunivka, Bila Țerkva
Iablunivka (în ucraineană Яблунівка) este localitatea de reședință a comunei Iablunivka din raionul Bila Țerkva, regiunea Kiev, Ucraina.

## Demografie
Componența lingvistică a localității Iablunivka
     Ucraineană (99,2%)
     Alte limbi (0,68%)
Conform recensământului din 2001, majoritatea populației localității Iablunivka era vorbitoare de ucraineană (99,2%), existând în minoritate și vorbitori de alte limbi.